# Unity Oil Field
Unity Oil Field ist ein großes Ölfeld im Ruweng Administrative Area (Unity) im Südsudan. Es liegt an der Nordgrenze von Südsudan im Rubkona County, nördlich des Hauptortes Bentiu.

## Geographie
Das Ölfeld liegt auf ca. 397 m in den Ebenen nordwestlich des Weißen Nils. Im Westen verläuft das Wadi Khor Lil und im Südosten Khor Dungluich. Die Straßen B 58 (Higlig-Bentiu, N-S) und B 38 (Bentiu-Gogrial, W-O) bilden die wichtigsten Verbindungen.

## Geschichte
Das Ölfeld wurde zusammen mit dem Heglig-Field im Norden 1982 von der Chevron Corporation entdeckt und war eines der produktivsten Ölfelder des Sudan. Chevron investierte ca. 880 Mio. Dollar in die Erschließung, aber beendete die Operationen bald nach Beginn des Zweiten Sudanesischen Bürgerkriegs (1983–2005). Auslöser war dabei die Ermordung von drei Arbeitern von Chevron 1984 durch Rebellen der Anyanya II. Chevron verlangte zunächst spezielle Sicherheitsmannschaften (oilfield protection force) zusätzlich zur Armee. Bis 1988 beendete Chevron jedoch seine Unternehmungen in der Unity Province.
Seit 2002 ist das Ölfeld in der Hand der Greater Nile Petroleum Operating Company (GNPOC). Anteilseigner sind: China National Petroleum Corporation (CNPC) (40 %), Petronas (30 %), Oil and Natural Gas Corp (25 %), Sudapet (5 %). 2019 wurden 40.000 Barrel pro Tag gefördert.